# Група магнолій
Гру́па магно́лій — ботанічна пам'ятка природи місцевого значення в Україні. Розташована в межах міста Дрогобича Львівської області, на площі Ринок (при будівлі ратуші). 
Площа 0,43 га. Статус надано 1984 року. Перебуває у віданні комбінату комунальних підприємств. 
Статус надано з метою збереження кількох екземплярів магнолії.

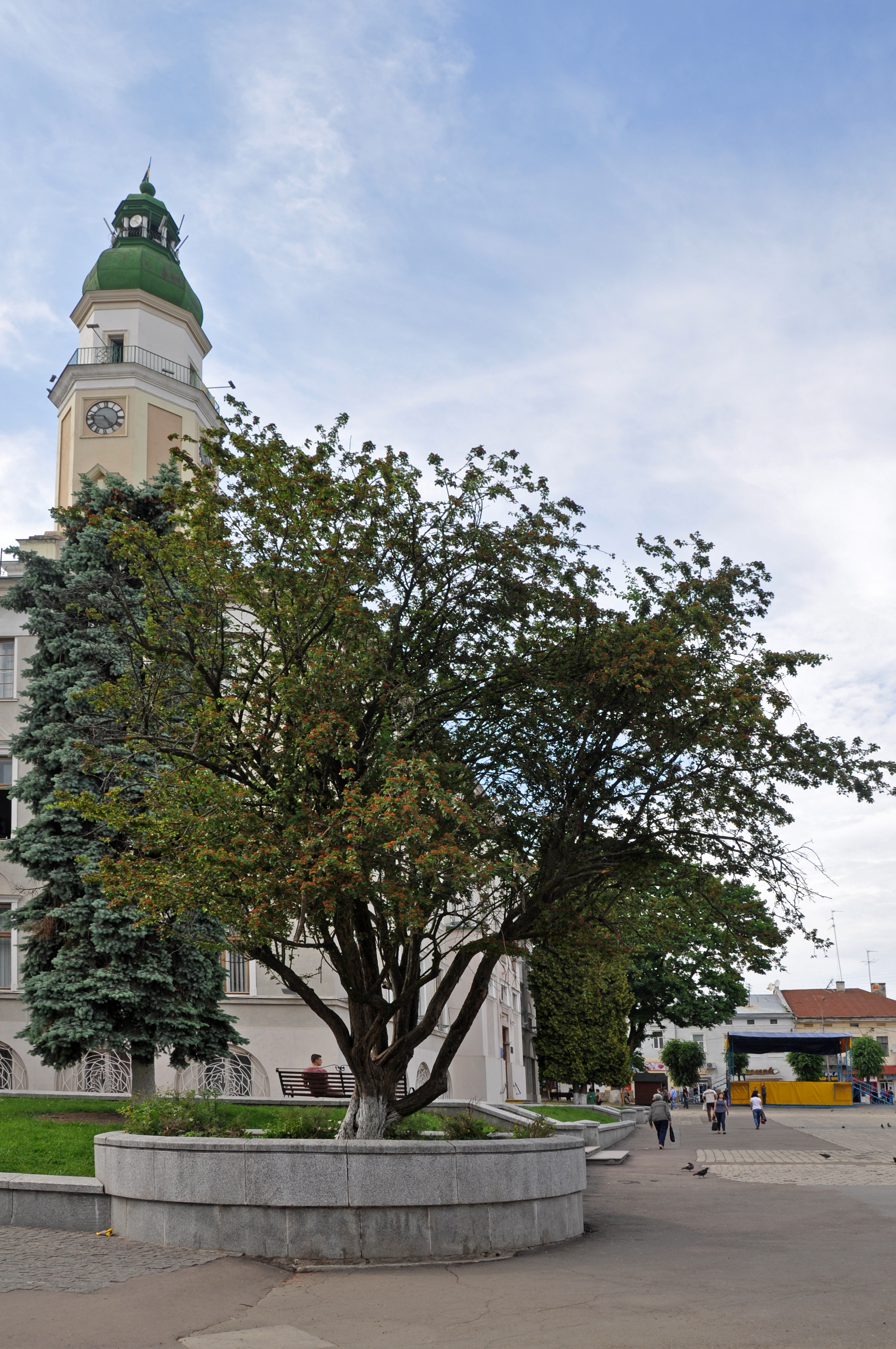
Магнолії на площі Ринок